# Superliga Brasileira de Voleibol Masculino de 2019 - Série B
A Superliga Brasileira de Voleibol Masculino de 2019 - Série B será a sétima edição desta competição organizada pela Confederação Brasileira de Voleibol através da Unidade de Competições Nacionais. Trata-se da segunda divisão do Campeonato Brasileiro de Voleibol Masculino, a principal competição entre clubes de voleibol masculino do Brasil. Participaram do torneio oito equipes provenientes de seis estados brasileiros e do Distrito Federal.

## Equipes participantes
Segundo o Regulamento Oficial da Competição, têm direito a habilitação à Superliga Série B de 2018 as participantes da edição 2017 que terminaram entre a 3ª e a 6ª posição, as equipes classificadas em 11ª e 12ª lugar na Superliga A e as equipes classificadas em 1º e 2º lugares na Superliga Brasileira de Voleibol Masculino de 2018 - Série C.
| Vaga                        | Equipe             | Cidade              | Temporada 2018    | Brasília Anapólis Lavras São José dos Campos Canoas Rio de Janeiro Juiz de Fora BlumenauSuperliga Brasileira de Voleibol Masculino de 2019 - Série B (Brasil) |
| --------------------------- | ------------------ | ------------------- | ----------------- | --- |
| 12º Colocado na Superliga A | Juiz de Fora Vôlei | Juiz de Fora        | 11º (Superliga A) | Brasília Anapólis Lavras São José dos Campos Canoas Rio de Janeiro Juiz de Fora BlumenauSuperliga Brasileira de Voleibol Masculino de 2019 - Série B (Brasil) |
| 11º Colocado na Superliga A | Vôlei Canoas       | Canoas              | 12º (Superliga A) | Brasília Anapólis Lavras São José dos Campos Canoas Rio de Janeiro Juiz de Fora BlumenauSuperliga Brasileira de Voleibol Masculino de 2019 - Série B (Brasil) |
| 3º Colocado na Superliga B  | Botafogo           | Rio de Janeiro      | 3º (Superliga B)  | Brasília Anapólis Lavras São José dos Campos Canoas Rio de Janeiro Juiz de Fora BlumenauSuperliga Brasileira de Voleibol Masculino de 2019 - Série B (Brasil) |
| 4º Colocado na Superliga B  | APAN/Blumenau      | Blumenau            | 4º (Superliga B)  | Brasília Anapólis Lavras São José dos Campos Canoas Rio de Janeiro Juiz de Fora BlumenauSuperliga Brasileira de Voleibol Masculino de 2019 - Série B (Brasil) |
| 6º Colocado na Superliga B  | UPIS/Brasília      | Brasília            | 6º (Superliga B)  | Brasília Anapólis Lavras São José dos Campos Canoas Rio de Janeiro Juiz de Fora BlumenauSuperliga Brasileira de Voleibol Masculino de 2019 - Série B (Brasil) |
| 5º Colocado na Superliga B  | Anápolis Vôlei[1]  | Anápolis            | 5º (Superliga B)  | Brasília Anapólis Lavras São José dos Campos Canoas Rio de Janeiro Juiz de Fora BlumenauSuperliga Brasileira de Voleibol Masculino de 2019 - Série B (Brasil) |
| 1º Colocado na Superliga C  | São José Vôlei     | São José dos Campos | 1º (Superliga C)  | Brasília Anapólis Lavras São José dos Campos Canoas Rio de Janeiro Juiz de Fora BlumenauSuperliga Brasileira de Voleibol Masculino de 2019 - Série B (Brasil) |
| 2º Colocado na Superliga C  | Lavras Vôlei       | Lavras              | 2º (Superliga C)  | Brasília Anapólis Lavras São José dos Campos Canoas Rio de Janeiro Juiz de Fora BlumenauSuperliga Brasileira de Voleibol Masculino de 2019 - Série B (Brasil) |

## Fase classificatória
As oito equipes participantes enfrentaram-se todas contra todas, em turno único. As oito melhores classificadas classificaram-se para as Quartas de Finais.

### Classificação
- Vitória por 3 sets a 0 ou 3 a 1: 3 pontos para o vencedor;
- Vitória por 3 sets a 2: 2 pontos para o vencedor e 1 ponto para o perdedor.
- Não comparecimento, a equipe perde 2 pontos.
- Em caso de igualdade por pontos, os seguintes critérios servem como desempate: número de vitórias, razão de sets e razão de ralis.

Os oito primeiros classificam-se para as quartas de finais
|     |                    |     | Jogos | Jogos | Jogos | Resultados | Resultados | Resultados | Resultados | Resultados | Resultados | Sets | Sets | Sets  | Pontos | Pontos | Pontos |
| Pos | Equipe             | Pts | T     | V     | D     | 3–0        | 3–1        | 3–2        | 2–3        | 1–3        | 0–3        | V    | P    | R     | V      | P      | R      |
| --- | ------------------ | --- | ----- | ----- | ----- | ---------- | ---------- | ---------- | ---------- | ---------- | ---------- | ---- | ---- | ----- | ------ | ------ | ------ |
| 1   | Botafogo           | 19  | 7     | 7     | 0     | 3          | 2          | 2          | 0          | 0          | 0          | 21   | 6    | 3.500 | 254    | 225    | 1.129  |
| 2   | APAN/Blumenau      | 17  | 7     | 6     | 1     | 4          | 1          | 1          | 0          | 1          | 0          | 19   | 6    | 3.167 | 231    | 183    | 1.262  |
| 3   | Anápolis Vôlei     | 14  | 7     | 5     | 2     | 2          | 1          | 2          | 1          | 1          | 0          | 18   | 11   | 1.636 | 257    | 205    | 1.254  |
| 4   | Lavras Vôlei       | 14  | 7     | 4     | 3     | 1          | 3          | 0          | 2          | 0          | 1          | 16   | 12   | 1.333 | 280    | 243    | 1.152  |
| 5   | Juiz de Fora Vôlei | 10  | 7     | 3     | 4     | 3          | 0          | 0          | 1          | 2          | 1          | 13   | 12   | 1.083 | 250    | 287    | 0.871  |
| 6   | São José Vôlei     | 7   | 7     | 2     | 5     | 2          | 0          | 0          | 1          | 0          | 4          | 8    | 15   | 0.533 | 180    | 225    | 0.800  |
| 7   | UPIS/Brasília      | 3   | 7     | 1     | 6     | 0          | 1          | 0          | 0          | 1          | 5          | 4    | 19   | 0.211 | 215    | 233    | 0.923  |
| 8   | Vôlei Canoas       | 0   | 7     | 0     | 7     | 0          | 0          | 0          | 0          | 2          | 5          | 2    | 21   | 0.095 | 182    | 248    | 0.734  |

## Jogos

### Primeira rodada
| 24 de janeiro de 2019 20:00 | Lavras Vôlei   | 2 — 3                         | Botafogo    | Lavras, (MG) |
| 24 de janeiro de 2019 20:00 | 25 18 21 25 16 | Set 1 Set 2 Set 3 Set 4 Set 5 | 17 25 19 18 | Lavras, (MG) |

| 26 de janeiro de 2019 17:00 | Anápolis Vôlei | 3 — 2                         | Vôlei Juiz de Fora | Anápolis, (GO) |
| 26 de janeiro de 2019 17:00 | 21 25 19 25 15 | Set 1 Set 2 Set 3 Set 4 Set 5 | 25 16 25 21 12     | Anápolis, (GO) |

| 26 de janeiro de 2019 20:00 | APAN/Blumenau | 3 — 0             | São José Vôlei | Blumenau, (SC) |
| 26 de janeiro de 2019 20:00 | 25            | Set 1 Set 2 Set 3 | 20 16 21       | Blumenau, (SC) |

| 26 de janeiro de 2019 17:00 | UPIS/Brasília | 3 — 1                   | Vôlei Canoas | Brasília, (DF) |
| 26 de janeiro de 2019 17:00 | 23 25         | Set 1 Set 2 Set 3 Set 4 | 25 14 22 20  | Brasília, (DF) |

### Segunda Rodada
| 2 de fevereiro de 2019 17:00 | Anápolis Vôlei | 3 —0              | Vôlei Canoas | Anápolis, (GO) |
| 2 de fevereiro de 2019 17:00 | 25             | Set 1 Set 2 Set 3 | 18 9 18      | Anápolis, (GO) |

| 2 de fevereiro de 2019 19:00 | Botafogo | 3 — 0             | UPIS/Brasília | Rio de Janeiro, (RJ) |
| 2 de fevereiro de 2019 19:00 | 25       | Set 1 Set 2 Set 3 | 22 19 15      | Rio de Janeiro, (RJ) |

| 2 de fevereiro de 2019 19:00 | São José Vôlei | 0 — 3             | Lavras Vôlei | São José dos Campos, (SP) |
| 2 de fevereiro de 2019 19:00 | 20 16 22       | Set 1 Set 2 Set 3 | 25           | São José dos Campos, (SP) |

| 2 de fevereiro de 2019 20:00 | APAN/Blumenau | 3 —0              | Vôlei Juiz de Fora | Blumenau, (SC) |
| 2 de fevereiro de 2019 20:00 | 25 31         | Set 1 Set 2 Set 3 | 20 21 29           | Blumenau, (SC) |

### Terceira Rodada
| 9 de fevereiro de 2019 18:00 | Vôlei Juiz de Fora | 1 — 3                   | Lavras Vôlei | Juiz de Fora, (MG) |
| 9 de fevereiro de 2019 18:00 | 25 13 26 17        | Set 1 Set 2 Set 3 Set 4 | 23 25 28 25  | Juiz de Fora, (MG) |

| 9 de fevereiro de 2019 17:00 | Anápolis Vôlei | 3 — 0             | UPIS/Brasília | Anápolis, (GO) |
| 9 de fevereiro de 2019 17:00 | 25 27 25       | Set 1 Set 2 Set 3 | 16 25 20      | Anápolis, (GO) |

| 9 de fevereiro de 2019 18:00 | Vôlei Canoas | 0 — 3             | APAN/Blumenau | Canoas, (RS) |
| 9 de fevereiro de 2019 18:00 | 22 12        | Set 1 Set 2 Set 3 | 25            | Canoas, (RS) |

| 9 de fevereiro de 2019 19:00 | São José Vôlei | 0 — 3             | Botafogo | São José dos Campos, (SP) |
| 9 de fevereiro de 2019 19:00 | 22 20 23       | Set 1 Set 2 Set 3 | 25       | São José dos Campos, (SP) |

### Quarta Rodada
| 16 de fevereiro de 2019 20:00 | APAN/Blumenau | 3 — 0             | UPIS/Brasília | Blumenau, (SC) |
| 16 de fevereiro de 2019 20:00 | 25            | Set 1 Set 2 Set 3 | 17 11 20      | Blumenau, (SC) |

| 14 de fevereiro de 2019 20:00 | Lavras Vôlei | 3 — 1                   | Vôlei Canoas | Lavras, (MG) |
| 14 de fevereiro de 2019 20:00 | 25           | Set 1 Set 2 Set 3 Set 4 | 27 16 19 16  | Lavras, (MG) |

| 16 de fevereiro de 2019 19:00 | São José Vôlei | 0 — 3             | Vôlei Juiz de Fora | São José dos Campos, (SP) |
| 16 de fevereiro de 2019 19:00 | 19 17 22       | Set 1 Set 2 Set 3 | 25                 | São José dos Campos, (SP) |

| 16 de fevereiro de 2019 19:00 | Botafogo       | 3 — 2                         | Anápolis Vôlei | Rio de Janeiro, (RJ) |
| 16 de fevereiro de 2019 19:00 | 22 17 28 27 15 | Set 1 Set 2 Set 3 Set 4 Set 5 | 25 26 25 12    | Rio de Janeiro, (RJ) |

### Quinta Rodada
| 23 de fevereiro de 2019 18:00 | Vôlei Canoas | 0 — 3             | São José Vôlei | Canoas, (RS) |
| 23 de fevereiro de 2019 18:00 | 19 13 22     | Set 1 Set 2 Set 3 | 25             | Canoas, (RS) |

| 23 de fevereiro de 2019 17:00 | Anápolis Vôlei | 1 — 3                   | APAN/Blumenau | Anápolis, (GO) |
| 23 de fevereiro de 2019 17:00 | 19 17 25 19    | Set 1 Set 2 Set 3 Set 4 | 25 23 25      | Anápolis, (GO) |

| 23 de fevereiro de 2019 18:00 | Vôlei Juiz de Fora | 1 — 3                   | Botafogo | Juiz de Fora, (MG) |
| 23 de fevereiro de 2019 18:00 | 22 23 25 18        | Set 1 Set 2 Set 3 Set 4 | 25 23 25 | Juiz de Fora, (MG) |

| 23 de fevereiro de 2019 17:00 | UPIS/Brasília | 1 — 3                   | Lavras Vôlei | Brasília, (DF) |
| 23 de fevereiro de 2019 17:00 | 21 23 25 19   | Set 1 Set 2 Set 3 Set 4 | 25 20 25     | Brasília, (DF) |

### Sexta Rodada
| 27 de fevereiro de 2019 19:00 | Botafogo | 3 — 1                   | APAN/Blumenau | Rio de Janeiro, (RJ) |
| 27 de fevereiro de 2019 19:00 | 20 25    | Set 1 Set 2 Set 3 Set 4 | 25 21 19 21   | Rio de Janeiro, (RJ) |

| 28 de fevereiro de 2019 20:00 | Lavras Vôlei | 0 — 3             | Anápolis Vôlei | Lavras, (MG) |
| 28 de fevereiro de 2019 20:00 | 22 23        | Set 1 Set 2 Set 3 | 25             | Lavras, (MG) |

| 27 de fevereiro de 2019 20:00 | UPIS/Brasília | 0 — 3             | São José Vôlei | Brasília, (DF) |
| 27 de fevereiro de 2019 20:00 | 18 21 19      | Set 1 Set 2 Set 3 | 25             | Brasília, (DF) |

| 27 de fevereiro de 2019 19:00 | Vôlei Canoas | 0 — 3             | Vôlei Juiz de Fora | Canoas, (RS) |
| 27 de fevereiro de 2019 19:00 | 15 25 19     | Set 1 Set 2 Set 3 | 25 27 25           | Canoas, (RS) |

### Sétima Rodada
| 9 de março de 2019 17:00 | Anápolis Vôlei | 3 — 2                         | São José Vôlei | Anápolis, (GO) |
| 9 de março de 2019 17:00 | 25 20 24 25 15 | Set 1 Set 2 Set 3 Set 4 Set 5 | 23 25 26 18 11 | Anápolis, (GO) |

| 9 de março de 2019 20:00 | APAN/Blumenau  | 3 — 2                         | Lavras Vôlei | Blumenau, (SC) |
| 9 de março de 2019 20:00 | 23 27 23 25 15 | Set 1 Set 2 Set 3 Set 4 Set 5 | 25 22 10     | Blumenau, (SC) |

| 9 de março de 2019 19:00 | Botafogo | 3 — 0             | Vôlei Canoas | Canoas, (RS) |
| 9 de março de 2019 19:00 | 25       | Set 1 Set 2 Set 3 | 16 15 20     | Canoas, (RS) |

| 9 de março de 2019 18:30 | Vôlei Juiz de Fora | 3 — 0             | UPIS/Brasília | Juiz de Fora, (MG) |
| 9 de março de 2019 18:30 | 25                 | Set 1 Set 2 Set 3 | 22 21         | Juiz de Fora, (MG) |

## Playoffs
Todas as equipes avançam para os Playoffs. O sistema é uma disputa em melhor de três jogos, sendo o  primeiro jogo na casa do pior colocado e o segundo e terceiro jogo (se necessário) na casa do melhor colocado da Fase Classificatória. A fase de quartas de final obedece o ordenamento abaixo:
Jogo 1 (1º colocado x 8º Colocado)

Jogo 2 (4º colocado x 5º Colocado)

Jogo 3 (2º colocado x 7º Colocado)

Jogo 4 (3º colocado x 6º Colocado)

Os vencedores destes confrontos se enfrentam na fase semifinal conforme ordenamento abaixo: 

Vencedor Jogo 1  x Vencedor Jogo 4

Vencedor Jogo 2  x Vencedor Jogo 3

A Final será disputada entre as duas equipes vencedoras da fase semifinal em um único jogo, na casa da equipe melhor classificada na Fase Classificatória. O Campeão garante vaga na Superliga 2019-20 - Série A.
|  | Quartas-de-final | Quartas-de-final   | Quartas-de-final | Quartas-de-final | Quartas-de-final |   |   | Semifinais                | Semifinais                | Semifinais                | Semifinais                | Semifinais                |  |  | Final       | Final       | Final       | Final       | Final       | Final       | Final       |
|  | 16 a 23 de março | 16 a 23 de março   | 16 a 23 de março | 16 a 23 de março | 16 a 23 de março |   |   | 30 de março a 06 de abril | 30 de março a 06 de abril | 30 de março a 06 de abril | 30 de março a 06 de abril | 30 de março a 06 de abril |  |  | 14 de abril | 14 de abril | 14 de abril | 14 de abril | 14 de abril | 14 de abril | 14 de abril |
|  |                  |                    |                  |                  |                  |   |   |                           |                           |                           |                           |                           |  |  |             |             |             |             |             |             |             |
|  | 1º               | Botafogo           | 3                | 3                | –                |   |   |                           |                           |                           |                           |                           |  |  |             |             |             |             |             |             |             |
|  | 8º               | Vôlei Canoas       | 0                | 0                | –                |   |   |                           |                           |                           |                           |                           |  |  |             |             |             |             |             |             |             |
|  | 8º               | Vôlei Canoas       | 0                | 0                | –                |   |   | Botafogo                  | 0                         | 3                         | 3                         |                           |  |  |             |             |             |             |             |             |             |
|  |                  |                    |                  |                  |                  |   |   | Botafogo                  | 0                         | 3                         | 3                         |                           |  |  |             |             |             |             |             |             |             |
|  |                  |                    | Lavras Vôlei     | 3                | 0                | 0 |   |                           |                           |                           |                           |                           |  |  |             |             |             |             |             |             |             |
|  | 4º               | Lavras Vôlei       | Lavras Vôlei     | 3                | 0                | 0 | 3 | 0                         | 3                         |                           |                           |                           |  |  |             |             |             |             |             |             |             |
|  | 4º               | Lavras Vôlei       |                  |                  |                  |   | 3 | 0                         | 3                         |                           |                           |                           |  |  |             |             |             |             |             |             |             |
|  | 5º               | Juiz de Fora Vôlei | 1                | 3                | 0                |   |   |                           |                           |                           |                           |                           |  |  |             |             |             |             |             |             |             |
|  |                  |                    |                  |                  |                  |   |   |                           |                           |                           |                           |                           |  |  |             | Botafogo    | 3           |             |             |             |             |
|  |                  |                    |                  | APAN/Blumenau    | 1                |   |   |                           |                           |                           |                           |                           |  |  |             |             |             |             |             |             |             |
|  | 2º               | APAN/Blumenau      | 3                | 3                | –                |   |   |                           |                           |                           |                           |                           |  |  |             |             |             |             |             |             |             |
|  | 7º               | UPIS/Brasília      | 2                | 0                | –                |   |   |                           |                           |                           |                           |                           |  |  |             |             |             |             |             |             |             |
|  | 7º               | UPIS/Brasília      | 2                | 0                | –                |   |   | APAN/Blumenau             | 3                         | 3                         | –                         |                           |  |  |             |             |             |             |             |             |             |
|  |                  |                    |                  |                  |                  |   |   | APAN/Blumenau             | 3                         | 3                         | –                         |                           |  |  |             |             |             |             |             |             |             |
|  |                  |                    | Anápolis Vôlei   | 1                | 2                | – |   |                           |                           |                           |                           |                           |  |  |             |             |             |             |             |             |             |
|  | 3º               | Anápolis Vôlei     | Anápolis Vôlei   | 1                | 2                | – | 3 | 3                         | –                         |                           |                           |                           |  |  |             |             |             |             |             |             |             |
|  | 3º               | Anápolis Vôlei     |                  |                  |                  |   | 3 | 3                         | –                         |                           |                           |                           |  |  |             |             |             |             |             |             |             |
|  | 6º               | São José Vôlei     | 1                | 1                | –                |   |   |                           |                           |                           |                           |                           |  |  |             |             |             |             |             |             |             |

### Quartas de Final
QF1
| 16 de março de 2019 18:00 | Vôlei Canoas | 0 — 3             | Botafogo | Canoas, (RS) |
| 16 de março de 2019 18:00 | 18 10        | Set 1 Set 2 Set 3 | 25       | Canoas, (RS) |

| 21 de março de 2019 19:00 | Botafogo | 3 — 0             | Vôlei Canoas | Rio de Janeiro, (RJ) |
| 21 de março de 2019 19:00 | 25       | Set 1 Set 2 Set 3 | 15 16 24     | Rio de Janeiro, (RJ) |

QF2
| 21 de março de 2019 20:00 | Vôlei Juiz de Fora | 1 — 3                   | Lavras Vôlei | Juiz de Fora, (MG) |
| 21 de março de 2019 20:00 | 19 21 25 22        | Set 1 Set 2 Set 3 Set 4 | 25 14 25     | Juiz de Fora, (MG) |

| 21 de março de 2019 20:00 | Lavras Vôlei | 0 — 3             | Vôlei Juiz de Fora | Lavras, (MG) |
| 21 de março de 2019 20:00 | 22 17 23     | Set 1 Set 2 Set 3 | 25                 | Lavras, (MG) |

| 23 de março de 2019 20:00 | Lavras Vôlei | 3 — 0             | Vôlei Juiz de Fora | Lavras, (MG) |
| 23 de março de 2019 20:00 | 25 38        | Set 1 Set 2 Set 3 | 22 36              | Lavras, (MG) |

QF3
| 16 de março de 2019 17:00 | UPIS/Brasília | 2 — 3                         | APAN/Blumenau | Brasília, (DF) |
| 16 de março de 2019 17:00 | 25 22 6       | Set 1 Set 2 Set 3 Set 4 Set 5 | 21 20 25 15   | Brasília, (DF) |

| 21 de março de 2019 20:00 | APAN/Blumenau | 3 — 0             | UPIS/Brasília | Blumenau, (SC) |
| 21 de março de 2019 20:00 | 25            | Set 1 Set 2 Set 3 | 22 23 15      | Blumenau, (SC) |

QF4
| 16 de março de 2019 19:00 | São José Vôlei | 1 — 3                   | Anápolis Vôlei | São José dos Campos, (SP) |
| 16 de março de 2019 19:00 | 25 22 18 19    | Set 1 Set 2 Set 3 Set 4 | 20 25          | São José dos Campos, (SP) |

| 21 de março de 2019 20:00 | Anápolis Vôlei | 3 — 1                   | São José Vôlei | Anápolis, (GO) |
| 21 de março de 2019 20:00 | 25 19 25       | Set 1 Set 2 Set 3 Set 4 | 19 22 25 14    | Anápolis, (GO) |

### Semifinal
SF1
| 30 de março de 2019 20:00 | Lavras Vôlei | 3 — 0             | Botafogo | Lavras, (MG) |
| 30 de março de 2019 20:00 | 25           | Set 1 Set 2 Set 3 | 20 22 18 | Lavras, (MG) |

| 03 de abril de 2019 19:00 | Botafogo | 3 — 0             | Lavras Vôlei | Rio de Janeiro, (RJ) |
| 03 de abril de 2019 19:00 | 25       | Set 1 Set 2 Set 3 | 23 18 19     | Rio de Janeiro, (RJ) |

| 05 de abril de 2019 15:00 | Botafogo | 3 — 0             | Lavras Vôlei | Rio de Janeiro, (RJ) |
| 05 de abril de 2019 15:00 | 29 25 26 | Set 1 Set 2 Set 3 | 27 21 24     | Rio de Janeiro, (RJ) |

SF2
| 30 de março de 2019 17:00 | Anápolis Vôlei | 1 — 3                         | APAN/Blumenau | Anápolis, (GO) |
| 30 de março de 2019 17:00 | 18 25 20 23    | Set 1 Set 2 Set 3 Set 4 Set 5 | 25 16 25      | Anápolis, (GO) |

| 04 de abril de 2019 20:00 | APAN/Blumenau  | 3 — 2                         | Anápolis Vôlei | Blumenau, (SC) |
| 04 de abril de 2019 20:00 | 20 25 29 25 15 | Set 1 Set 2 Set 3 Set 4 Set 5 | 25 20 31 22 11 | Blumenau, (SC) |

### Final
| 14 de abril de 2019 19:00 | Botafogo    | 3 — 1                   | APAN/Blumenau | Rio de Janeiro, (RJ) |
| 14 de abril de 2019 19:00 | 25 22 26 25 | Set 1 Set 2 Set 3 Set 4 | 16 25 24 21   | Rio de Janeiro, (RJ) |

## Classificação Final
Segundo o Regulamento Oficial da Competição, terão direito a habilitação à Superliga Série B de 2020 os participantes da edição atual que terminarem entre a 3ª e a 6ª posição, as equipes classificadas em 11ª e 12ª lugar na Superliga A e as equipes classificadas em 1º e 2º lugares na Superliga C.
| Posição           | Equipe             | Classificação/rebaixamento    |
| ----------------- | ------------------ | ----------------------------- |
| Medalha de ouro   | Botafogo           | Superliga 2019–20 - Série A · |
| Medalha de prata  | APAN/Blumenau      | Superliga 2019–20 - Série A   |
| Medalha de bronze | Anápolis Vôlei     | Superliga 2020 - Série C*     |
| 4                 | Lavras Vôlei       | Superliga 2020 - Série B      |
| 5                 | Juiz de Fora Vôlei | Superliga 2020 - Série B      |
| 6                 | São José Vôlei     | Superliga 2020 - Série B      |
| 7                 | UPIS/Brasília**    | Superliga 2020 - Série B      |
| 8                 | Vôlei Canoas       | Superliga 2020 - Série C      |

- O Anápolis Vôlei atuava em parceria com o MonteCristo Vôlei, a parceira desfeita logo a após o término da competição, fez com que o Anápolis Vôlei seria um novo clube e portanto deve começar pela Superliga 2019 - Série C.
  - O clube UPIS/Brasília havia sido rebaixado para a Superliga 2020 - Série C se mantém após a desistência do MonteCristo Vôlei.

## Premiações
| Superliga 2019 - Série B     |
| Rio de Janeiro               |
| ---------------------------- |
| Botafogo Campeão (1º título) |